# Židé v Dominikánské republice

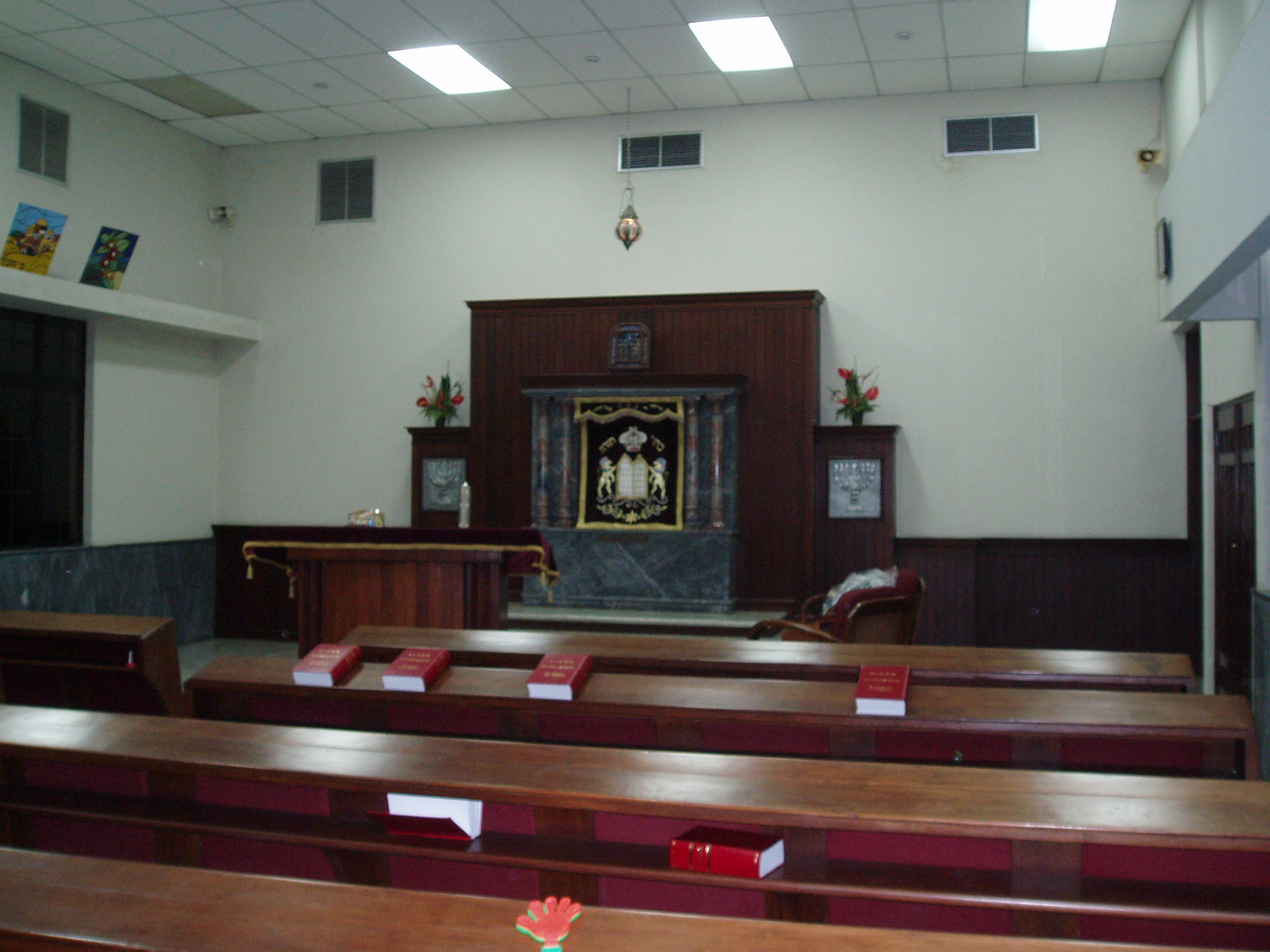
Interiér synagogy v Santo Domingu

Židé v Dominikánské republice mají zvláštní historii. Když v roce 1938 nechtěl žádný jiný národ přijmout židovské uprchlíky, dominikánský vůdce Rafael Trujillo nabídl přijetí 100 tisíc Židů. Mezi lety 1940 a 1945 bylo vydáno 5 tisíc dominikánských víz, avšak pouze 645 Židů se vydalo do Dominikánské republiky. Uprchlíci se usadili v malém pobřežním městě Sosua.
Každému uprchlíkovi bylo přiděleno 80 akrů půdy, 10 krav, mula a kůň. Ačkoliv byli profesí noví osadníci z Německa a Rakouska většinou umělci, rychle si zvykli na život zemědělce, jenž jim nabízelo městečko Sosua a založili úspěšné židovské družstvo Productos Sosua, které dnes produkuje většinu masných a mléčných výrobků v zemi. 
Trujilliho velkorysost pravděpodobně pramenila z potřeby, aby svět přehlédl jeho brutální masakr 25 tisíc obyvatel Haiti z roku 1937 a z touhy „obílit“ jeho národ. Věřil, že mladí evropští muži se ožení s dominikánskými ženami a budou mít potomky světlejší barvy pleti. Měl pravdu v tom, že většina osadníků byli mladí muži, kteří se oženili s dominikánskými děvčaty. Jejich děti se většinou považují za Židy a mnoho z nich zůstalo v Sosue.
Dnes v Sosue zůstalo pouze 50 z původních židovských rodin. Ve 40. letech se téměř 700 obyvatel přesunulo buď do New Yorku nebo do Miami. Židé ze Sosui tvoří velmi úzce svázanou komunitu, ač někdy v Dominikánské republice již nebydlí. Vesnice Sosua se díky otevření nedalekého mezinárodního letiště Puerto Plata stala jednou z hlavních destinací cestovního ruchu v Dominikánské republice.
Dnes má Sosua 3000 dlouhodobých obyvatel, z toho 120 Židů. Ti, kteří v Sosue zůstali a ponechali si svou půdu vydělali jmění. Jeden z původních osadníků z Vídně, Erik Hauser, nyní vlastní blok v lukrativní čtvrti s hotely a restauracemi, které byly postaveny na jeho 80 akrech. V současné době je nejbohatším občanem města Sosua.
Město Sosua má činnou synagogu, v níž se konají bohoslužby každý Šabat a o vysoké svátky. Pesachové sedery slaví každý z židovské obce ve svých domovech a každoroční purimový karneval je hlavní událostí obce. Tato malá židovská komunita má také muzeum věnované uchování historie a příběhů původních židovských osadníků.